# NGC 6907
NGC 6907 este o galaxie spirală situată în constelația Capricornul. A fost descoperită în 12 iulie 1784 de către William Herschel. Se află la o distanță de 36,31 de megaparseci de Pământ.